# Metabiantes ulindinus
Metabiantes ulindinus – gatunek kosarza z podrzędu Laniatores i rodziny Biantidae.

## Występowanie
Gatunek został wykazany z Zairu.